# WAVE (ショッピングセンター)
WAVE（ウェーブ）は山口県長門市にかつて存在したショッピングセンターの愛称。設立は協同組合 長門コミュニティータウン。核テナントは地下1階のサンリブ長門。キャッチフレーズは「遊びに来たら、愛。」。

## 概要
1975年3月、長門市駅北側の長門総合病院跡地に「ながとプラザ」として開業。その後、移転する形で1991年10月開業した（その為ながとプラザは1991年9月に閉店）。
1991年の開業当初は「サンリブ長門」と地元スーパー「まるみストアー（サンフレールまるみ・サラダ館）」を核テナントとして、ながとプラザ内に入居していた地場資本の専門店と金子みすゞ記念館など約40店舗が出店していた。
2011年、元々同社がFC運営し、2階で展開していた大型アミューズメント施設「さんさんランド長門（旧・セガハイテクランド長門）」が閉店、まるみストアー直営売場を集約の上で家電量販店「ヤマダ電機」が開業した。
閉店直前の店舗展開として、地下は食料品売り場（専門店とサンリブ）、1階はファッション専門店、2階はアミューズメントショップとヤマダ電機テックランド長門店、3階と屋上1階は駐車場、屋上2階はコミュニティFM局であるFMながとが入居している。別館にはカルチャーセンターなどがあった。
ここは、独自にポイントカード「ウェーブカード」を発行しており一部を除く店内でポイントがたまるほか、サンリブのイベント“サンリブまかせな祭”と連動したイベントも行っていた。
年間売り上げはピーク時に約57億円あったが、売り上げや来客の減少に歯止めがかからず、ピーク時の3分の1程度にまで落ち込んだ。
さらに、2019年7月をもってテナントの中心店舗だった有限会社まるみストアーが総合衣料品店「サンフレールまるみ」を廃業したことが来客数の減少に拍車がかけ、その後2019年12月31日を以って閉店することが発表され、同日に閉店した。組合の債務残高は県の制度融資、中小企業高度化資金や金融機関の借り入れなど含めて約20億円に上るとみられ、2020年1月ごろから破産手続きに入る準備を進める。なお、有限会社まるみストアーは2022年4月28日付けで事業停止し自己破産の手続きに入っている。
テナントの一部は市内に店舗を移転して営業を続ける店もあり、例えばFMながとはフジ長門店内、ヤマダ電機は「ヤマダ電機 テックランドNew長門店」と店名を変えた上で同店舗の敷地内の旧ジュンテンドー跡地にそれぞれ移転した一方で、サンリブは移転せず長門地区から撤退、個人事業主の中には廃業を決断した事業者もある。
跡地については閉店後もしばらく残存していたが、長門市との間で周辺地域活性化事業の協定を締結した大和ハウス工業及びウィルコーポレ－ションの仲介により民間主導の再開発が検討され、建物を解体の上で、2024年に地場スーパーマーケットチェーンの丸久が大規模食品スーパー「アルク長門店」として出店することになっている。丸久は1990年にショッピングセンター「アトラス長門」として長門市に進出後、1996年に経営難からフジ（現・フジ・リテイリング）に営業譲渡しており、直営店としては28年ぶりの再進出となる。

## 店舗周辺
- 明屋書店
- YOU・U・PIA 105
- 太陽家具
- ナフコ
- 長門セントラルホテル